# Pietro Fiordelli
Pietro Fiordelli (Città di Castello, 9 gennaio 1916 – Prato, 23 dicembre 2004) è stato un vescovo cattolico italiano, primo vescovo residenziale della diocesi di Prato.

## Biografia
Nacque a Città di Castello il 9 gennaio 1916, dal padre tifernate Giuseppe Fiordelli e dalla madre Annunziata Zanchi, originaria della vicina Sansepolcro. Ebbe un fratello di nome Furio e tre sorelle, Gina, Maria e Dina. Maria Maddalena Fiordelli, figlia del fratello Furio fu una pia donna ricordata nella città natale. La sua vita sacerdotale ebbe inizio il 6 novembre 1938, quando fu ordinato sacerdote, al termine della formazione e degli studi, svolti prima a Città di Castello, poi a Roma presso la Pontificia Università Lateranense e presso il Seminario Maggiore Romano, laureandosi in teologia. Dopo 16 anni di ministero presbiterale a Città di Castello, caratterizzato da un'intensa attività come educatore dei giovani, giornalista e direttore spirituale nel seminario diocesano, il 7 luglio 1954 venne nominato vescovo di Prato da papa Pio XII; il 3 ottobre ci fu la consacrazione e, infine, il 17 ottobre 1954 avvenne il suo ingresso in diocesi. Fu il più giovane vescovo italiano del tempo.
Monsignor Fiordelli mantenne la carica di vescovo per ben 37 anni, accogliendo papa Giovanni Paolo II il 19 marzo 1986 in visita alla città di Prato. Il 7 dicembre 1991 lasciò l'ufficio per raggiunti limiti d'età.

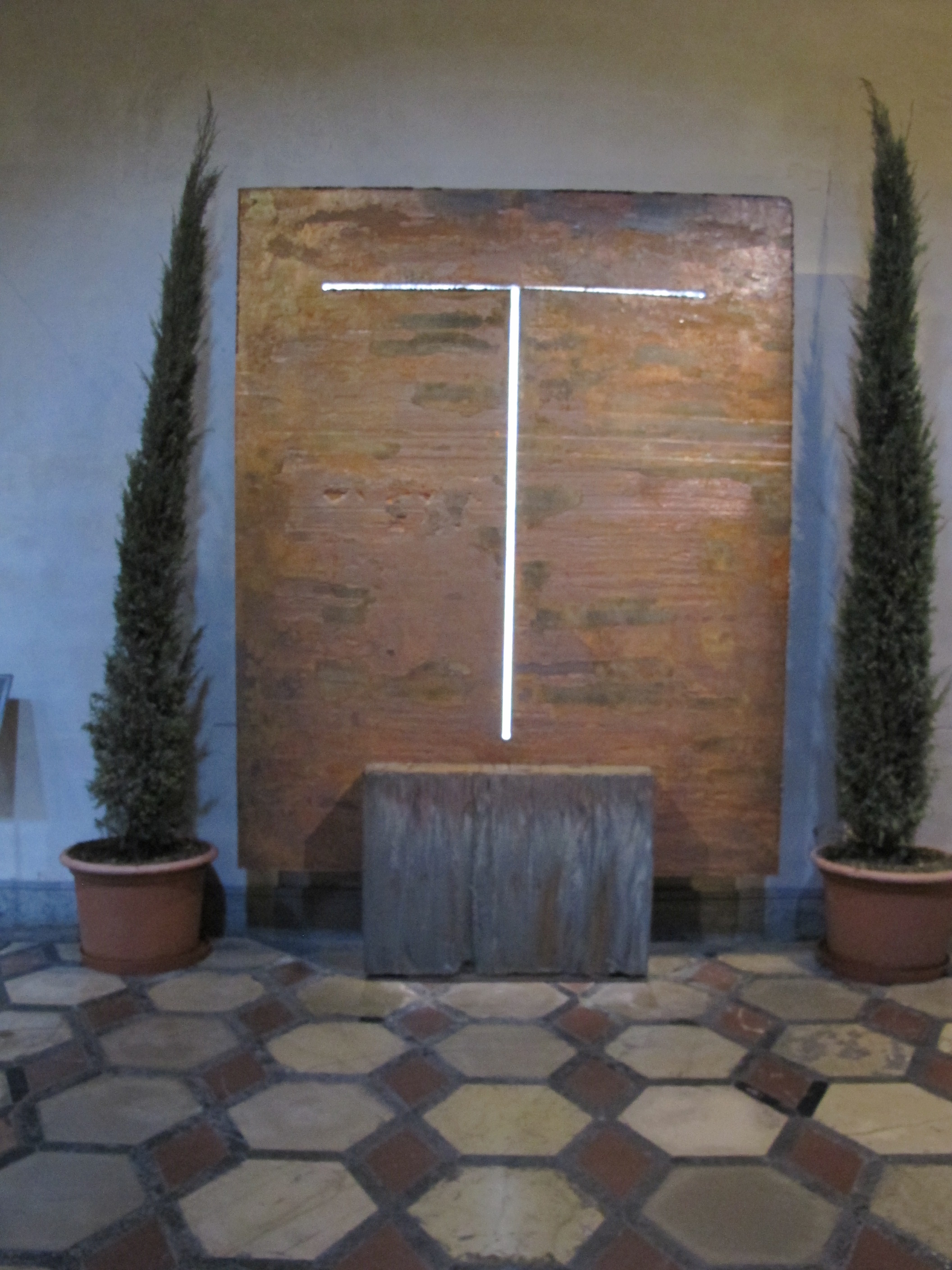
Tomba del vescovo Fiordelli nel duomo di Prato.

Dalla fine del 1991 in poi, rimase sempre nella città di Prato, continuando a collaborare attivamente per la diocesi. Si spense, dopo una lunga malattia, la mattina del 23 dicembre 2004.
I funerali furono celebrati nella Cattedrale di Santo Stefano il 26 dicembre 2004, proprio nel giorno del santo patrono.

## Il caso dei coniugi Bellandi
Monsignor Fiordelli divenne noto alle cronache nel 1956 per aver definito pubblicamente "pubblici peccatori e concubini" i coniugi Bellandi (Mauro Bellandi e Loriana Nunziati), una coppia di cittadini pratesi che si erano sposati col solo rito civile. Il Fiordelli fu processato per diffamazione: fu condannato in primo grado al pagamento di 40 000 lire di multa, e assolto in appello per l'"insindacabilità dell'atto".
Questo un estratto della lettera che mons. Fiordelli indirizzò a don Danilo Aiazzi, responsabile della parrocchia, e pubblicata il 12 agosto 1956 sul giornale parrocchiale:
«Oggi, 12 agosto, due suoi parrocchiani celebrano le nozze in Comune rifiutando il matrimonio religioso. Questo gesto di aperto, sprezzante ripudio della religione è motivo di immenso dolore per i sacerdoti e per i fedeli. Il matrimonio cosiddetto civile per due battezzati assolutamente non è matrimonio, ma soltanto l’inizio di uno scandaloso concubinato. [...] Pertanto lei, signor Proposto, alla luce della morale cristiana e delle leggi della Chiesa, classificherà i due tra i pubblici concubini e, a norma dei canoni 855 e 2357 del Codice di Diritto Canonico, considererà a tutti gli effetti il signor Bellandi Mauro come pubblico peccatore e la signorina Nunziati Loriana come pubblica peccatrice. Saranno loro negati i sacramenti, non sarà benedetta la loro casa, sarà loro negato il funerale religioso. [...] Infine, poiché risulta all’autorità ecclesiastica che i genitori hanno gravemente mancato ai propri doveri di genitori cristiani, permettendo questo passo immensamente peccaminoso e scandaloso, la Signoria Vostra, in occasione della Pasqua, negherà l'acqua santa alla famiglia Bellandi e ai genitori della Nunziati Loriana. La presente sia letta ai fedeli»
Tutto ciò aveva avuto origine dal desiderio dei futuri sposi di veder celebrato il loro prossimo matrimonio non nella sede ecclesiastica prevista dalle norme della Chiesa e cioè nella parrocchia (o chiesa appartenente alla parrocchia) dove risiede la sposa, ma in un santuario visitato dai due, ancora fidanzati, durante una gita, che si trova in territorio al di fuori della diocesi di Prato. In questi casi, la chiesa ove la coppia desidera celebrare il proprio matrimonio in deroga alla norma suddetta, vuole l'esibizione di un nulla osta della parrocchia di provenienza della sposa, in mancanza del quale non può procedere alla celebrazione del matrimonio (sono fatte salve naturalmente esigenze di urgenza particolarmente gravi quali, ad esempio, una celebrazione in articulo mortis). Trattandosi qui addirittura di chiesa in altra diocesi, era ovviamente necessario il nulla osta della Curia pratense, il cui vescovo, allora Mons. Fiordelli, si rifiutò di emettere.

## Genealogia episcopale e successione apostolica
La genealogia episcopale è:
- Cardinale Scipione Rebiba
- Cardinale Giulio Antonio Santori
- Cardinale Girolamo Bernerio, O.P.
- Arcivescovo Galeazzo Sanvitale
- Cardinale Ludovico Ludovisi
- Cardinale Luigi Caetani
- Cardinale Ulderico Carpegna
- Cardinale Paluzzo Paluzzi Altieri degli Albertoni
- Papa Benedetto XIII
- Papa Benedetto XIV
- Papa Clemente XIII
- Cardinale Marcantonio Colonna
- Cardinale Giacinto Sigismondo Gerdil, B.
- Cardinale Giulio Maria della Somaglia
- Cardinale Carlo Odescalchi, S.I.
- Cardinale Costantino Patrizi Naro
- Cardinale Lucido Maria Parocchi
- Cardinale Pietro Maffi
- Arcivescovo Ercole Attuoni
- Vescovo Filippo Maria Cipriani
- Vescovo Pietro Fiordelli

La successione apostolica è:
- Vescovo Simone Scatizzi (1977)